# Jean Rigal (homme politique)
Pour les articles homonymes, voir Jean Rigal et Rigal.
Jean Rigal, né le 28 juin 1931 à Rodez (Aveyron) et mort le 8 février 2015 dans la même ville, est un homme politique français.

## Biographie
Petit-fils et fils d'instituteur, Jean Rigal est diplômé de la faculté de pharmacie de Toulouse. Il s'établit comme médecin généraliste à Lanuéjouls en 1960 puis à Villefranche-de-Rouergue en 1973.
Après avoir été victime d'un infarctus le 6 février 2015 en soirée, Jean Rigal décède le 8 février 2015 en début d'après-midi à l'hôpital Jacques-Puel de Rodez.

## Détail des fonctions et des mandats
- 1983 - 1997 : Maire de Villefranche-de-Rouergue
- 1979 - 1992 : Conseiller général du canton de Villefranche-de-Rouergue
- 1980 - 1987 : Conseiller régional de Midi-Pyrénées
- 1992 - 1997 : Conseiller régional de Midi-Pyrénées

Mandat parlementaire
- 30 novembre 1980 - 1993 : Député de l'Aveyron
- 1997 - 18 juin 2002 : Député de l'Aveyron

## Décorations
- Chevalier de la Légion d'honneur